# Costești, România
Costești este un oraș în județul Argeș, Muntenia, România, format din localitatea componentă Costești (reședința), și din satele Broșteni, Lăceni, Pârvu Roșu, Podu Broșteni, Smei și Stârci. Orașul are o populație de 9.460 locuitori.

## Localizare geografică
Aflat la intersecția paralei de 44° 40’ latitudine nordică cu meridianul de 24° 52’ latitudine estică, orașul Costești are o amplasare central-sudică în cadrul României.
Cu privire la așezarea sa în cadrul județului Argeș, localitatea Costești este situată în partea central-vestică a acestuia, din punct de vedere longitudinal, și în partea sudică, sub aspect latitudinal.
Față de municipiul Pitești, reședința județului Argeș, orașul Costești se află la distanță de 25 km, situându-se ca întindere, prin suprafața sa de 108,74 km², între localitățile mari ale Argeșului, deținând 1,40% din aria totală a acestuia.
Din punct de vedere al poziționării geografice, orașul Costești este situat în partea central-vestică a Câmpiei Înalte a Piteștilor, la o altitudine de 248 m. La data de 1 iunie 1968, Costești a devenit oraș și s-au stabilit limitele administrativ-teritoriale ale localității. La nord, orașul se întinde până în zona de tranziție către Piemontul Cotmeana și cuprinde cel mai înalt punct al zonei, Dealul Zarzărului (301 m). Spre est, orașul se învecinează cu comuna Suseni, pe o limită ce corespunde cu fruntea terasei râului Argeș, având o altitudine relativă de 10 m. În vest, limita localității se desfășoară aproximativ pe cumpăna de ape dintre Teleorman și Cotmeana, separând orașul de comuna Lunca Corbului. La sud se învecinează cu localitatea Buzoiești.
În lucrarea sa „Câmpia Română”, geograful George Vâlsan arată că „Teleormanul curge pe un vechi făgaș al Argeșului, din perioada când acesta avea orientarea de la nord la sud. Urmele eroziunii vechiului Argeș se întâlnesc numai până la Costești, iar spre sud nu mai există alte urme morfologice evidente, care să să indice acest lucru”.
Prin nordul extrem al orașului trece drumul expres DX12 care leagă Craiova de Pitești, pe care este deservit de nodul Albota/Pitești Vest, care se descarcă lângă satul Podu Broșteni în șoseaua națională DN65A, care trece prin localitățile orașului și leagă Piteștiul de Roșiorii de Vede. La Costești, acest drum se intersectează cu șoseaua județeană DJ703B, care duce spre vest la Lunca Corbului, și spre est la Rociu, Căteasca (unde are un nod rutier cu autostrada A1) și Leordeni (unde se termină în DN7). Tot din DN65A, la Costești se mai ramifică și șoseaua județeană DJ659A, care duce spre nord la Bradu.

## Istorie
Urme de locuire a teritoriului pe care se găsește azi orașul Costești, județul Argeș, datează încă de dinaintea cuceririi Daciei de către romani, din antichitatea timpurie. Existența unei comunități umane pe teritoriul actual al orașului Costești este atestată, printre altele și prin denarul imperial roman emis de împăratul Domițian, descoperit în anul 1966, pe Dealul Cimitirului din Costești.
Așezarea este atestată documentar inițial în hrisovul emis de cancelaria domnească a voievodului Radu Paisie la 30 iulie 1535, prin care se confirmă lui Șerb și altora proprietatea asupra unor  „ocine în Costești”, Șerb „așezând piste ocini pe fiicele sale, Stana și Buna”.  Prin secolul XIV, apar câteva mențiuni despre două călătorii ale voievodului Nicolae Alexandru Basarab, fiul lui Basarab I Întemeietorul, de la Curtea de Argeș către Dunăre, în decursul cărora s-au făcut popasuri pentru odihnă și schimbarea cailor „în așezarea Costeștilor”.
La sfârșitul secolului al XIX-lea, Costești era o comună rurală, reședința plășilor Gălășești și Cotmeana ale județului Argeș, având o populație de 715 locuitori în satele Costești și Teleasca. În comună funcționau o biserică, o școală primară rurală, o moară cu aburi și un birou de telegraf și poștă. La acea dată, pe teritoriul actual al comunei, mai funcționau, în plasa Cotmeana a aceluiași județ, și comunele Băseni-Stârci, Broșteni, Podu Broșteni și Telești. Comuna Broșteni, alcătuită din satele Broșteni, Lăceni și Pârvu Roșu, avea 900 de locuitori, trei biserici și două școli primare rurale. Din comuna Băseni-Stârci făceau parte satele Băseni, Stârcii de Jos și Stârcii de Sus, având în total 1030 de locuitori; existau în această comună două biserici și o școală primară rurală. Comuna Podu Broșteni era formată din satele Podu Broșteni și Zmei, cu 456 de locuitori; funcționau și aici două biserici, câte una în fiecare sat. Comuna Telești, cu două biserici și o școală avea 607 locuitori în satele Datcu, Târlești și Telești.
Anuarul Socec din 1925 consemnează comunele în plasa Teleorman a aceluiași județ, precum și desființarea comunelor Telești și Podu Broșteni, ale căror sate trecuseră la comunele Costești, respectiv Broșteni. Astfel, comuna Costești era reședința plășii și avea 2251 de locuitori în satele Costești, Dutcu, Târlești, Teleasca și Telești; comuna Broșteni avea 3067 de locuitori în satele Broșteni, Lăceni, Pârvu Roșu, Podu Broșteni și Smei. Comuna Băseni-Stârci se numea acum Băseni și avea aceeași alcătuire, și o populație de 1724 de locuitori.
În Vinerea Mare din 1930, pe 18 aprilie, a avut loc un incendiu în biserica din lemn din satul Costești, în care au murit 116 oameni, majoritatea copii. Între anii 1932 și 1934, pe locul vechii biserici a fost construită o nouă catedrală, renovată ulterior în două sau trei rânduri.
În 1931, comuna Băseni a fost desființată și ea, iar satele ei au fost incluse în comuna Costești. În 1950, comuna Costești a fost transferată raionului Costești din regiunea Argeș. Satul Băseni a căpătat în 1964 denumirea de Zorile. În 1968, comunele au revenit la județul Argeș, reînființat; comuna Costești a fost declarată oraș, formând o unică localitate urbană din fostele sate Costești, Telești, Datcu, Târlești și Zorile, celelalte așezări devenind sate componente ale orașului.

## Descoperiri arheologice în zona orașului Costești

### Epoca străveche și veche
Pe teritoriul orașului Costești cât și pe teritoriul satelor componente au fost găsite unelte de piatră șlefuite și alte obiecte neolitice, mai ales topoare și fragmente de vase ceramice. Unele piese, până în anul 1960, se aflau în colecțiile școlilor din Costești și Broșteni.
Centrul culturii de prund din România, specific paleoliticului inferior este zona municipiului Pitești și a împrejurimilor sale, care cuprinde sectorul municipiului Slatina, jud. Olt, adică Piemontul Cotmeana și partea nordică a Câmpiei Române.

### Epoca metalelor
În diferite lucrări sunt menționate obiecte din epoca bronzului și epoca fierului descoperite pe teritoriul orașului Costești-Argeș.
În localitățile din apropierea orașului Costești au fost descoperite, întâmplător, monede greco-macedonene (Săpata, Lunca Corbului, Siliștea ș.a.), însă mai numeroase sunt monedele geto-dacice, imitații ale monedelor greco-macedonene, de tip Filip al II-lea. 
O piesă rară este moneda de argint (tetradrahmă) - imitație de tip Larissa-Apollo-Amphipolis, descoperită în Costești-Argeș, aflată acum într-o colecție particulară din București.
Înainte de cucerirea Daciei de către romani, moneda imperială timpurie a pătruns în spațiul carpato-dunărean. Astfel, pe teritoriul de azi al orașului Costești-Argeș s-a găsit o monedă de argint (denar) emisă pe timpul împăratului Domițian (81-96 d.Chr.), în punctul Dealul Cimitirului-Costești.

### Perioada daco-romană
În urma războaielor daco-romane din anii 101-102 și 105-106, vestul și nord-vestul Munteniei a făcut parte din provincia romană Moesia Inferior, apoi din provinciile Dacia Inferior și Dacia Malvensis.
În Dacia independentă moneda republicană romană și moneda imperială timpurie pătrunsese încă din secolul I (a. Chr.), aceste monede înlocuind treptat monedele geto-dacice.
După cucerirea Daciei de către romani, în noua provincie, moneda romană imperială a avut o intensă circulație pe teritoriul actual al orașului Costești și al localităților aferente, situate la est de Limes Transalutanus și de castrele romane de la Săpata. Au fost descoperite monede romane imperiale timpurii și târzii.
În satul Pârvu Roșu a ieșit la lumină o monedă de argint (denar) emisă de împăratul Commodus (180-192 d. Chr.) iar în satul Telești integrat în orașul Costești, o monedă emisă de împăratul Traianus Decius (249-251) de tip Dacia Felix.
În satul Stârci au fost descoperite trei monede de bronz emise de împăratul Constantinus II (337-361) și o monedă de bronz emisă de împăratul romano-bizantin Anastasius (491-518).
Descoperirile arheologice atestă desfășurarea procesului formării poporului român și a limbii române în vest-nordul-vestul Munteniei, zonă din care fac parte orașul Costești și satele componente.

### Tezaurul monetar descoperit la Costești, județul Argeș (secolele XVIII-XIX)
Acest tezaur a fost descoperit cu ocazia săpăturilor efectuate în vederea construirii blocurilor din zona pieței, în urma demolărilor făcute în orașul Costești, în anul 1984.
Tezaurul a intrat în proprietatea Muzeului Județean Argeș, în perioada 1986-1988, conținând 53 de monede care au fost aduse în două tranșe: 1986 - 28 de monede, iar în 1988, 25 de monede.
Tezaurul este compus din monede emise în Imperiul Otoman: Mustafa III (1757-1774) = 9 monede, Abdulhamid I (1774-1789) = 1 monedă și Selim III (1789-1807) - 34 de monede; Austria: Maria Theresa (1740-1780) = 4 monede; Saxonia: Fridrich Sugust III (1763 - 1706) - Linia Weiswnfels = 2 monede; Rusia: Petru I (1689-1725) = 1 monedă: Bavaria: Maximilian III Joseph (1745-1777) = 1 monedă; Ragusa  = 1 monedă; Avers - Bustul cu perucă spre stânga al conducătorului republicii, cerc perlat; Revers - Ducat ET, SEM, REIP, RAC 1768, scut timbrat de o coroană cu stema republicii, cerc perlat exterior.
Componența depozitului (șapte nominaluri și opt emitenți) reprezintă una dintre trăsăturile caracteristice ale economiei monetare în acea perioadă, când în lipsa unei monede emise în Țările Române, circulau, concomitent, numeroase monede variate ca tip și origine. Un fenomen monetar însemnat atestat sporadic către mijlocului secolului al XVIII-lea a fost transformarea treptată a leului în monedă de calcul. 
În ce privește corespondentul în lei de calcul al acestui tezaur, făcând transformările necesare pentru a afla valoarea acestui depozit, s-a ajuns la suma de 7.080 parale sau 177 de lei după cum urmează: 
- 25 monede Yuzluk x 100 parale bucata = 2.500 parale = 62 lei 20 parale; 
- 9 monede Ikilik x 80 parale bucata = 720 parale = 18 lei; 
- 8 monede Altmișlik x 60 parale bucata = 12 lei; 
- 2 monede Kuruș x 40 parale bucata = 80 parale = 2 lei; 
- 4 monede Taler Austria x 540 parale bucata = 2160 parale = 54 lei; 
- 2 monede 2/3 Taler Saxonia x 180 parale bucata = 360 parale = 9 lei; 
- 1 monedă 1/2 Rublă Rusia = 200 parale = 5 lei; 
- 1 monedă Taler Raugsa = 40 parale = 1 leu. 
Referitor la cauza ascunderii (îngropării) acestui depozit, este greu de precizat ce împrejurări au determinat această acțiune și perioada în care s-a recurs la acest procedeu. Totuși, se poate considera o măsură preventivă provocată de perioada dificilă ce a urmat după 1803, data ultimei monede din tezaur și anume războiul ruso-turc din perioada 1806-1812. 

## Monumente istorice

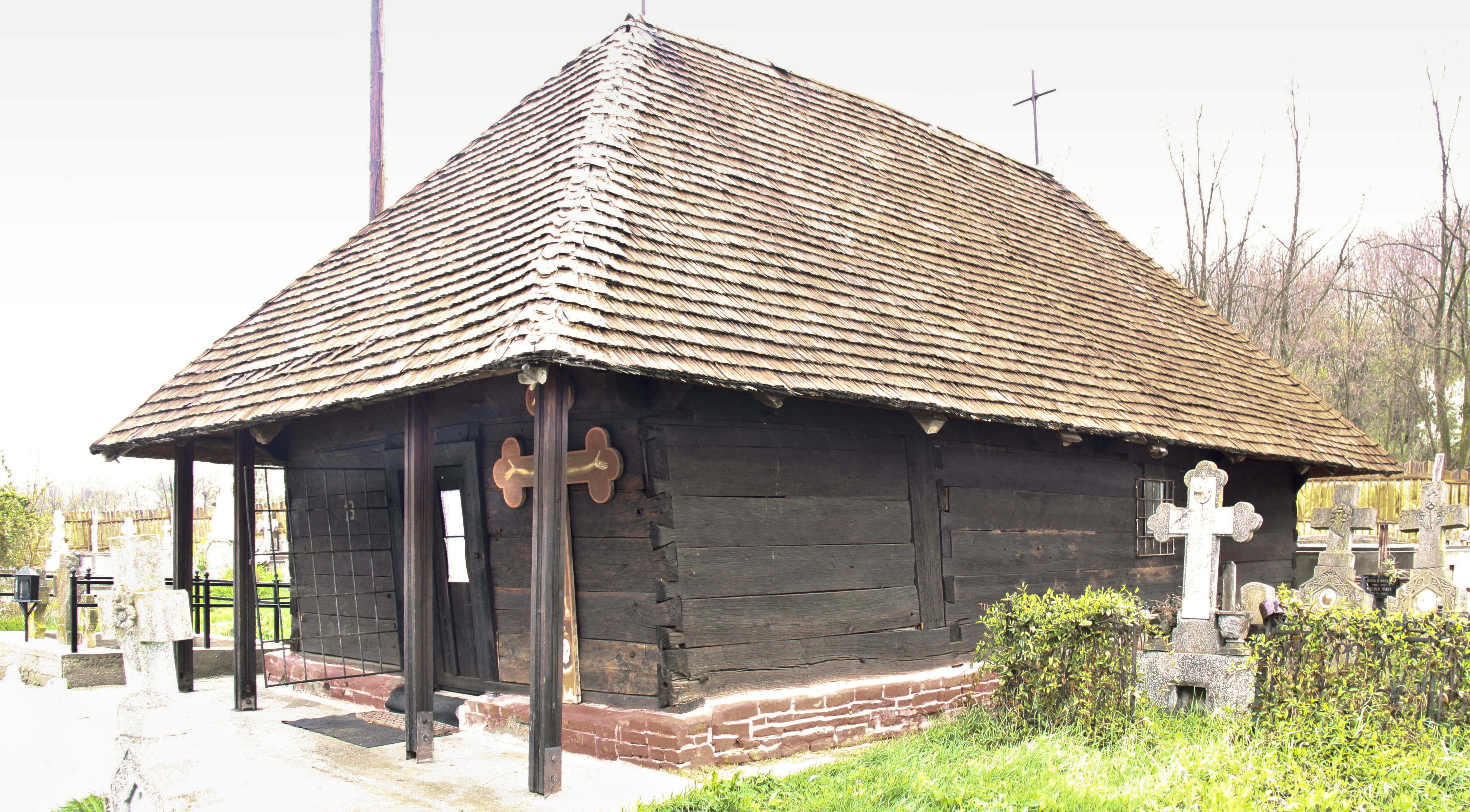
Biserica de lemn din cartierul Telești

În orașul Costești se află două monumente istorice de arhitectură de interes național: biserica de lemn „Înălțarea Domnului”-Telești (1773) și biserica de lemn „Cuvioasa Paraschiva”-Zorile (1807).În rest, alte nouă obiective din oraș sunt incluse în lista monumentelor istorice din județul Argeș ca monumente de interes local, toate clasificate ca monumente istorice de arhitectură: biserica „Duminica Tuturor Sfinților” (1788) din Broșteni, biserica memorial „Sf. Nicolae” (1933), fosta judecătorie (1890), fosta primărie Costești (începutul secolului al XX-lea), Catedrala „Sf. Prooroc Ilie” (1933), protoieria, azi casă parohială (1933), casa Bădescu (sec. XIX), casa Nicolau (începutul secolului al XX-lea) și casa Echinescu (sfârșitul secolului al XIX-lea).

## Stema
Stema orașului Costești se compune dintr-un scut triunghiular, cu marginile rotunjite, tǎiat:
1. pe verde, deasupra unor nori de argint, un car alegoric de aur, din ale cărui roți ies flăcări roșii în partea de jos,tras de doi cai de argint, aflați în salt, cu harnașament negru, în care stă în picioare Sfântul Ilie cu aură, purtând păr lung până la umeri, mustață și barbă de argint, veșminte lungi, albastre, încins la mijloc cu un lanț negru, ținând cu mâna dreaptă frâiele cailor, în stânga, îndoită din cot, un bici care are cureaua de aur, triplu ondulată spre stânga și legată de un băț negru poziționat în bandă;
2. pe albastru, un snop de spice de grâu de aur. Scutul este timbrat de o coroană murală de argint, cu trei turnuri crenelate.

SEMNIFICAȚIA STEMEI:
Sfântul Ilie face trimitere la catedrala cu același hram de pe teritoriul orașului. Carul și caii de foc sunt specifice vieții Sfântului Ilie, fapt relatat și în vechea scriptură a Vechiului Testament. Snopul de spice de grâu arată ocupația principală a locuitorilor orașului, agricultura. Coroana murală, cu trei turnuri crenelate, arată faptul că localitatea Costești are rangul de oraș.

## Demografie
Componența etnică a orașului Costești
     Români (91,18%)
     Romi (1,41%)
     Alte etnii (0,03%)
     Necunoscută (7,38%)
Componența confesională a orașului Costești
     Ortodocși (91,44%)
     Alte religii (0,58%)
     Necunoscută (7,98%)
Conform recensământului efectuat în 2021, populația orașului Costești se ridică la 9.460 de locuitori, în scădere față de recensământul anterior din 2011, când fuseseră înregistrați 10.375 de locuitori. Majoritatea locuitorilor sunt români (91,18%), cu o minoritate de romi (1,41%), iar pentru 7,38% nu se cunoaște apartenența etnică. Din punct de vedere confesional, majoritatea locuitorilor sunt ortodocși (91,44%), iar pentru 7,98% nu se cunoaște apartenența confesională.
Costești - evoluția demografică

|  | Graficele sunt indisponibile din cauza unor probleme tehnice. Mai multe informații se găsesc la Phabricator și la wiki-ul MediaWiki. |

Date: Recensăminte sau birourile de statistică - grafică realizată de Wikipedia

## Politică și administrație
Orașul Costești este administrat de un primar și un consiliu local compus din 15 consilieri. Primarul, Ion Baicea[*], de la Partidul Social Democrat, este în funcție din 2008. Începând cu alegerile locale din 2024, consiliul local are următoarea componență pe partide politice:
|  | Partid                          | Consilieri | Componența Consiliului | Componența Consiliului | Componența Consiliului | Componența Consiliului | Componența Consiliului | Componența Consiliului |
|  | ------------------------------- | ---------- | ---------------------- | ---------------------- | ---------------------- | ---------------------- | ---------------------- | ---------------------- |
|  | Partidul Social Democrat        | 6          |                        |                        |                        |                        |                        |                        |
|  | Partidul Național Liberal       | 5          |                        |                        |                        |                        |                        |                        |
|  | Alianța pentru Unirea Românilor | 2          |                        |                        |                        |                        |                        |                        |
|  | Alianța Dreapta Unită           | 1          |                        |                        |                        |                        |                        |                        |
|  | Partidul Puterii Umaniste       | 1          |                        |                        |                        |                        |                        |                        |

La Costești funcționează Judecătoria Costești, cu jurisdicție asupra orașului și asupra a 20 de comune din sudul județului Argeș. Ea este subordonată Tribunalului Pitești, la rândul său subordonat Curții de Apel Pitești.

## Educație
În oraș funcționează învățământul preuniversitar:
- Un liceu teoretic cu un număr de 703 elevi și 54 cadre didactice.
- Un liceu tehnologic cu un număr de 517 elevi și 43 cadre didactice.
- 3 școli generale și primare cu 1.210 elevi și 115 cadre didactice.
- 5 grădinițe orășenești și sătești cu 370 copii și 18 cadre profesorale educator.
- O creșă cu program prelungit de îngrijire a celor 130-150 copii, care are 12 cadre pedagogice.
- Un centru plasament de tip familial și o școală specială pentru minori cu deficiențe.

### Liceul Teoretic Costești
S-a înființat în toamna anului 1957 cu o singură clasă, director fiind profesorul Ion Marinescu (1957-1959), iar director adjunct Alexandru R. Ispas. În ianuarie 1959 a fost numit director al liceului Nicolae Enescu. Spațiul liceului devenind insuficient, s-au mai construit 9 clase, ulterior 14 clase.
Noul local, ridicat în 1963, s-a lucrat în timp record. În 1968, liceul a primit fostul local al Partidului, la nivel de raion. Avea 27 de camere, coridoare, lumină, încălzire centrală, apă curentă.  Localul a fost folosit ca internat de fete, oferindu-le condiții confortabile, ceea ce a contribuit la buna desfășurare a procesului de învățământ.
Liceul a avut o revistă cultural-științifică cu numele Rovine, care și-a început activitatea editorială la 10 ianuarie 1969. Avea formatul 30/20 (A4), și apărea de trei ori pe an (o dată pe trimestru), tipărită sau litografiată, în funcție de posibilități.
Numele provine de la teoria lansată de profesorul Ion Nania, conform căreia bătălia de la Rovine s-ar fi dat în apropierea orașului Costești, la Țuțulești, com. Suseni în punctul numit, Tufele roșii. Primului număr al revistei i-au fost făcute cronici în publicațiile Argeș și Secera și Ciocanul.
În anul 1977, Liceul Teoretic se transformă în Liceul Industrial Construcții de Mașini. În acest context, disciplinele de cultură generală aveau un număr mic de ore, 1-2 ore pe săptămână.
În perioada octombrie 1986 - ianuarie 1990, director al Liceului Industrial Costești a fost Dinu Florica iar în anul școlar 1987/1988 Liceul funcționa cu 18 clase, învățământ de zi, 8 clase, învățământ seral, 2 clase, școală profesională și 1 clasă de maiștrii.  În acești patru ani s-au făcut reparații la clădirea liceului, la clădirea veche din curte, la internat și la cantină. Este perioada în care s-au amenajat cabinetele de istorie, de limba română, de științe sociale. Tot acum s-au dotat cu mobilier (bănci și mese) de limba română, de științe sociale, cabinetul de Istorie și două săli de clasă.

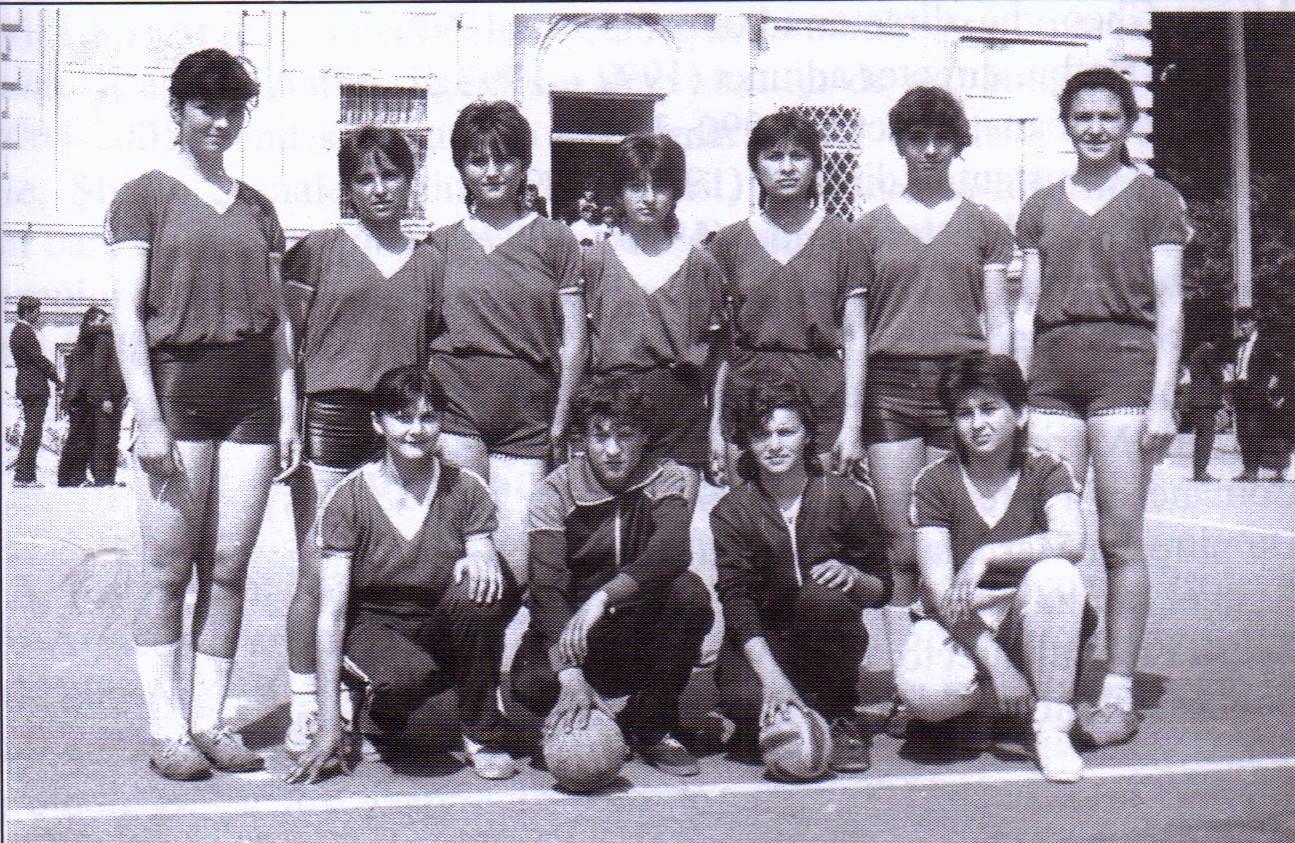
Echipa de handbal a Liceului de Construcții de Mașini Costești în anii ’80

Din fondurile date de guvernul Tăriceanu, s-au făcut, în anul 2006, modernizări dintre care amintim: înlocuirea integrală a tâmplăriei cu termopan, amenajări la grupurile sanitare, înlocuirea instalației electrice și a celei termice, acoperirea tuturor dușumelelor cu parchet laminat, dotarea cu mobilier nou și efectuarea de zugrăveli interioare, iar în anul 2007 s-au făcut zugrăveli exterioare și s-au lambrisat holurile.
Liceul s-a dezvoltat anual, atingând apogeul în anul școlar 2004-2005, când s-a ajuns la un nr. de 25 de clase, cu cinci specializări (Filologie, Științe Sociale, Științe ale Naturii, Matematică-Informatică și Administrativ), în care au fost cuprinși aproape 700 de elevi. 

### Grupul Școlar Agricol Costești
A fost înființat în anul 1962, sub denumirea de Școala Profesională de Mecanici Agricoli, care a avut ca specializare mecanizarea agriculturii din zona de sud a județului Argeș. În perioada 1974-1984, instituția funcționează sub denumirea de Liceul Agricol, după care se transformă în Liceul Angroindustrial. Denumirea de liceu agroindustrial a fost menținută până în anul 2001, când, prin ordinul M.E.C., 4049/29.06.2021 a fost schimbată în Grup Școlar Agricol.
Grupul Școlar Agricol Costești pregătește elevii pentru meseriile: lucrător în mecanică agricolă și forestieră, lucrător în mecanică de motoare, lucrător în agroturism, lucrător în electromecanică.
Unitatea deține un cabinet de legislație rutieră și unul de conducere a automobilului, dotate cu panouri, planșe, panoplii și machete. Autovehiculele, destinate fiecărei categorii, corespund normelor tehnice de funcționare. Acestea sunt parcate în spații bine amenajate. În incinta unității se află și un poligon auto.

## Cultură
Orașul Costești are o casă de cultură modernă, 3 cămine culturale sătești și două biblioteci din care una orășenească și cealaltă sătească. Din anul 1997 a luat ființă ansamblul folcloric „Mugurelul” care își desfășoară activitatea și în prezent.
Prin intermediul căminelor culturale s-a produs culturalizarea oamenilor de la sate, acestea fiind adevărate centre spirituale.

### 1. Căminul cultural „Teleormănelul Verde” din comuna Băseni
S-a înființat la 1 mai 1933, luându-și denumirea de la pârâul care trecea prin sat. Procesul verbal de înființare a căminului cultural a fost semnat de 24 de membri. Până la 20 decembrie 1933 se organizaseră 6 festivaluri pentru cămin și o serbare pentru școala primară. 
Biblioteca era formată din donațiile membrilor ei, în special Gh. Ionescu și Gh. Băicescu, ambii studenți. Pentru cărți, preotul Gh. Albulescu a donat 100 lei vechi, iar Banca populară 200 lei vechi. Au aut loc șapte spectacole în urma cărora s-a încasar 3.630 lei vechi, din care s-a cheltuit numai plata localului. S-au făcut audiții radiofonice, în special duminica, slujbe religioase și conferințe populare.

### 2. Căminul cultural „Marele voievod Mihai” din Costești
Căminul cultural din Costești a fost înființat la 7 martie 1935 de către locuitorii de vază, din dorința de a ridica nivelul cultural și social al zonei. 
Conform actului de înființare, sediul căminului cultural s-a fixat „în comuna Costești-Argeș”. Tot acum a fost ales, în unanimitate, ca președinte, judecătorul Gheorghe Pascu, iar ca vicepreședinți Nicolae Enescu, pe probleme culturale și Alexandru Tudorache, pe probleme administrative, ambii învățători în localitate. Secretar a fost Florea Enăchescu, iar casieră Mina C. Telescu, învățători.
S-a propus de către Adunare confirmarea de către Fundația Culturală „Principele Carol” a următorilor trei membri în Sfatul cultural al căminului: I. Blendea, M. Popescu și P. Frânculescu. Preotul Constantin Stănescu a fost numit cenzor, iar preotul Alexandru C. Radu, fiind propus spre confirmare. Ulterior, în locul preotului Al. C. Radu a fost numit cenzor preotul Al. Târlescu.

## Tradiții

### Focul de la Costești - între legendă, bocet și baladă
În Vinerea Mare - 18 aprilie - a anului 1930 a avut loc un incendiu în vechea biserică de lemn din Costești - pe atunci localitate rurală, județul Argeș. Copii, femei și bărbați veniseră să cânte Prohodul Domnului Iisus Hristos, fără a bănui că-l vor intona pentru ultima oară.
Incendiul a izbucnit pe neașteptate prin atingerea unei coroane de flori uscate de lumânările aprinse ale unui sfeșnic. Creștinii s-au împins spre ușa care, deschizându-se spre interior, s-a blocat și au căzut unii peste alții. Acoperișul de lemn cuprins de flăcări s-a prăbușit peste ei, astfel că mulți dintre aceștia s-au asfixiat. Anunțați telefonic de primarul localității, pompierii din Pitești au sosit după ce nu mai aveau ce stinge.
La Denia cea Mare, în interiorul bisericii erau 120 de creștini, dintre care 118 au murit, iar două femei - Gherghina Floarea și Linia Zitii - au supraviețuit (ultima a murit în 1972). Printre cei care au pierit în incendiu, s-au numărat preotul Dumitru (Mitică) Vișănescu, învățătorul Ștefan C. Ilie, împreună cu cei 45 de copii ai școlii, pe care îi învățase să cânte Prohodul, copiii primarului și un judecător.
Incendiul de la Costești a fost pus pe seama următoarei întâmplări: seceta din vara anului 1929 a determinat aducerea moaștelor Sfintei Filofteia la Costești, fără de care nu ar fi avut loc furtul bijuteriilor de către preot, furt ce devină cauză a blestemului, având ca urmare declanșarea incendiului. În realitate, incendiul se produsese din nerespectarea normelor de secuitate, oamenii care se aflau înainte neputându-se salva întrucât ușa se deschidea din interior.
Pe ruinele Sfintei biserici de lemn s-a ridicat un monument pe care au fost înscrise numele celor 118 creștini pieriți în incendiu și, printre altele, următorul citat: „Cercându-ne pe noi, Dumnezeule, cu foc ne-ai lămurit”.
Incendiul de la Costești a reprezentat punctul de plecare a multor cânteca populare cu formă și conținut de baladă, legendă și bocet, răspândite în multe variante, mai ales în Muntenia și Oltenia.
Prima variantă culeasă în satul Văcarea, astăzi comuna Mihăești, județul Argeș, are o melodie formată din trei propoziții muzicale. Celelelalte două variante culese de la două informatoare surori, din comuna Vlădești, județul Argeș, teoretic-literar au strofele grupate în patru sau cinci versuri, dar melodia are patru propoziții muzicale, ultimele două repetându-se. Toate trei, însă, nu au vers de baladă, ceea ce duce la concluzia că aceste producții folclorice aparțin ca specie literară cântecului popular epico-liric.

### Jocul călușului
Din cele șase localități ale orașului Costești, numai în Băseni s-a practicat acest joc vechi, care „nu e numai joc, este rugă și blestem, este împotrivire și strigăt, este închinare și înfruntare a cerurilor, e cântec de jale și doină haiducească, de nesupunere, este un semn pe care îl dăm noi Soarelui că nu mai suntem aici, pe pământurile noastre.”
Căluțul s-a răspândit în Băseni, în anul 1943, după modelul celui din Pădureți, practicându-se și astăzi de Rusalii. În vechime, exista credința că jocul călușului ar imita învârtirea stelelor în jurul soarelui sau lunii.
Călușul, spectacol complex, nu are o dată fixă, depinzând de data când „pică” Paștele. El datează din perioada precreștină, când a fost un dans de ritual, astăzi fiind practicat ca un spectacol popular.
De obicei, ritualul de vindecare avea două părți:diagnosticarea și vindecarea propriu-zisă. Diagnosticarea se făcea, ca și în alte ritualuri străvechi, prin muzică. Dacă la auzul anumitor melodii bolnavul începea să se legene, însemna că „era luat din căluș” și călușarii puteau să-l vindece. Bolnavul era culcat pe o pătură de lână și călușarii jucau în jurul lui și săreau peste el. Jocul continua până ce unul dintre călușari era doborât la pământ, conform jurământului depus.
Costumația călușarilor este specifică. Ea constă dintr-o cămașă albă înflorată, brâu lat cu ciucuri, care atârnă în jos, o panglică tricoloră care se poartă peste umăr, pantaloni din pânză de bumbac strânși pe picior, pălărie cu boruri late împodobită cu panglici colorate și cu mărgele, opinci, care au spre interior pinteni de tablă, care, loviți în timpul jocului, fac un zgomot plăcut asociat cu sunetele clopoțeilor fixați pe fluierul piciorului. La brâu poartă căpățâni de usturoi, iar în mâini ciomege ornamentate.
Tot la brâu, în partea dreaptă, poartă o batistă cusută cu flori. De la genunchi în jos atârnau ciucurași de diferite culori.
De obicei, când călușul se joacă în curte, stăpânul casei pune bolovanul cu sare în mijlocul horei. Seara bolovanul este adus în grajdul vitelor, ca să fie lins, în ideea ca ele să fie bune de prăsilă și sănătoase.
Călușarii dau fetelor și femeilor usturoi de la brâu sau de pe steag, fiind folosit ca leac pentru friguri sau ca protecție împotriva duhurilor rele.

### Șezătorile
Era un obicei practicat, de obicei, în sezonul rece, mai exact de la finalizarea strângerii recoltelor, adică de la Sfântul Dumitru până primăvara, de Joia Mare, dată când se termina torsul lânei și al cânepei. Primele șezători (clăci) se făceau la depășunatul știuleților de porumb, după care urmau șezătorile propriu-zise de iarnă. La aceste șezători fetele torceau lână, coseau ii, împleteau ciorapi, pulovere. Fetele cântau, iar unii dintre băieți le acompaniau la fluier. La aceste șezători se mânca boabe fierte și dovleac copt.

## Sănătate
Asistența sanitară în oraș și pentru sudul județului este asigurată în Spitalul Regele Carol I, în care lucrează 38 de medici de diverse specialități cu 108 cadre medii sanitare.
În oraș funcționează 3 dispensare din care unul sătesc, 5 medici și 6 asistente care asigură asistența medicală populației orașului.
Policlinica orașului este deservită de 5 medici, din care 4 medici stomatologi și 5 asistente.
În oraș funcționează 4 farmacii, din care una cu profil de servire pentru sectorul animal.

## Turism
În orașul Costești atracția turistică o reprezintă:
- Biserica de lemn din Costești care a ars în anul 1930 și monumentul ridicat pe locul fostei biserici în memoria celor 116 locuitori care au pierit în flăcări pe 18 aprilie 1930 în Vinerea Mare dinainte de Paști.
- Noua catedrală bisericească cu hramul "Sf. Prooroc Ilie". Biserica a fost construită în formă de cruce, cu două turle, din cărămidă și piatră de Albești, între anii 1930 și 1932. Cel care a gândit și proiectat biserica nouă din Costești a fost Dimitrie Ionescu – Berechet, unul dintre cei mai mari arhitecți români. Pictura a fost realizată de Dimitrie Belizarie și el unul dintre cei mai vestiți pictori bisericești. Biserica din Costești, ce poartă hramul Sfântului Mare Prooroc Ilie, Tesviteanul, făcătorul de minuni și aducătorul de ploi, a fost sfințită pe 21 iulie 1935 de un sobor de clerici în frunte cu episcopul Argeșului, Nichita Duma, și Patriarhul României,  Miron Cristea , la acest eveniment a fost prezent și regele Carol al II-lea al României.
- Biserica de lemn "Înălțarea Domnului" Costești-Telești din Cartierul Telești construită în jurul anului 1773.
- Biserica de lemn "Cuvioasa Paraschiva" Costești-Zorile din Cartierul Zorile construită în anul 1686.
- Biserica de lemn "Adormirea Maicii Domnului" Podu Broșteni aflată într-o stare de degradare avansată a fost dusă în cimitirul Mănăstirii Curtea de Argeș, unde a fost restaurată. Inscripția din dosul ușii de intrare amintește numele meșterilor care au ostenit pentru ridicarea acestei bisericuțe, menționând totodată și anul edificării ei - 1788.
- Muzeul Etnografic Costești ,amplasat în clădirea Casei de Cultură din oraș, este realizat sub forma unei camere tradiționale țărănești. Muzeul cuprinde obiecte de port popular, piese de ceramică, mobilier tradițional, un pat arhaic din paie, război de țesut, diferite piese utilizate la îndeletnicirile casnice, ștergare și covoare țărănești, o culegere folclorică și o colecție numismatică. Mai trebuie menționat și faptul că muzeul de la Costești este singurul muzeu înființat în sudul județului județul Argeș, de aceea reunește tradiții și obiceiuri populare din toată această zonă.

## Personalități
- Octavian Știreanu, ziarist, om politic.

## Galerie de imagini

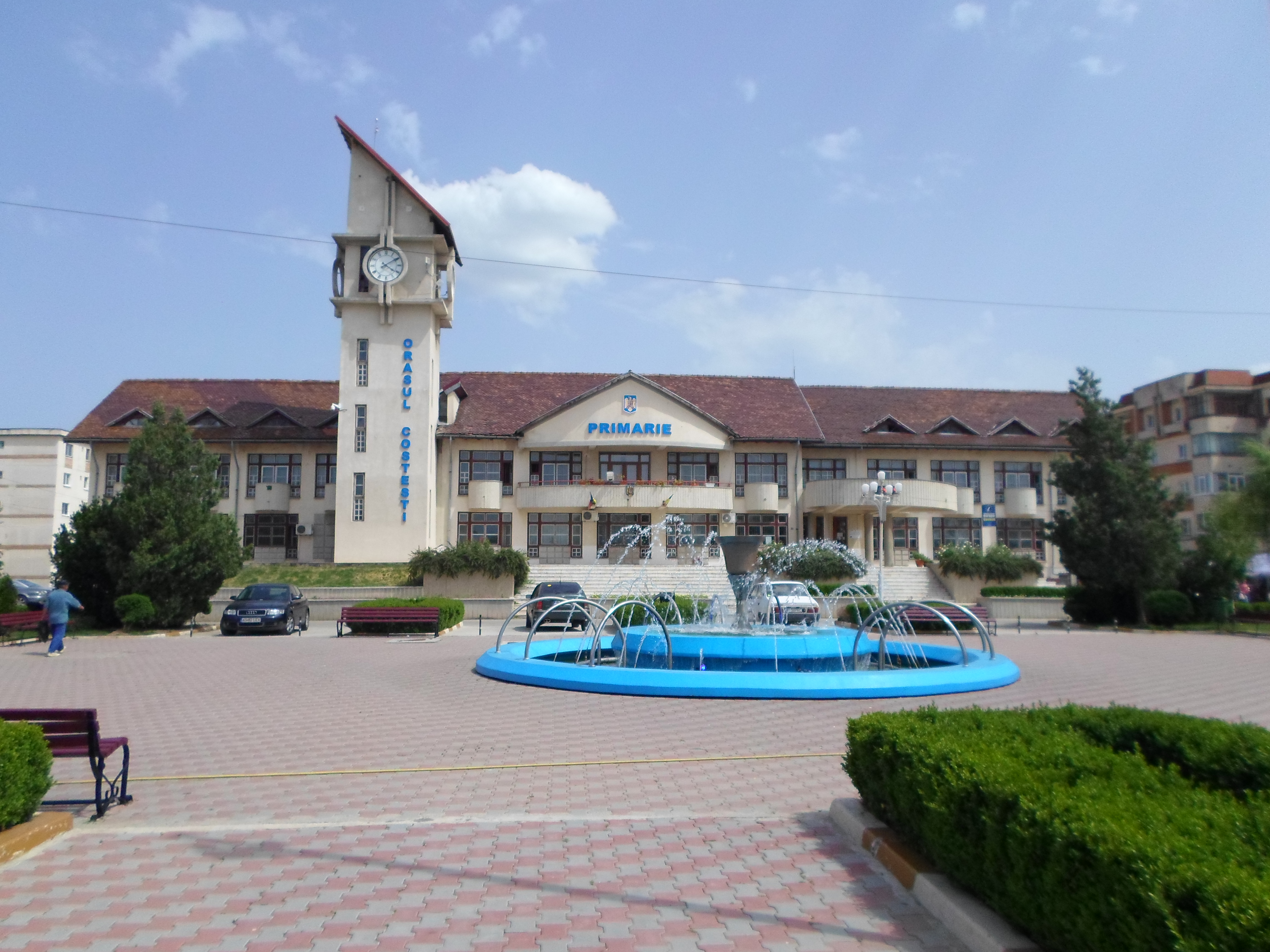
Primăria orașului Costești
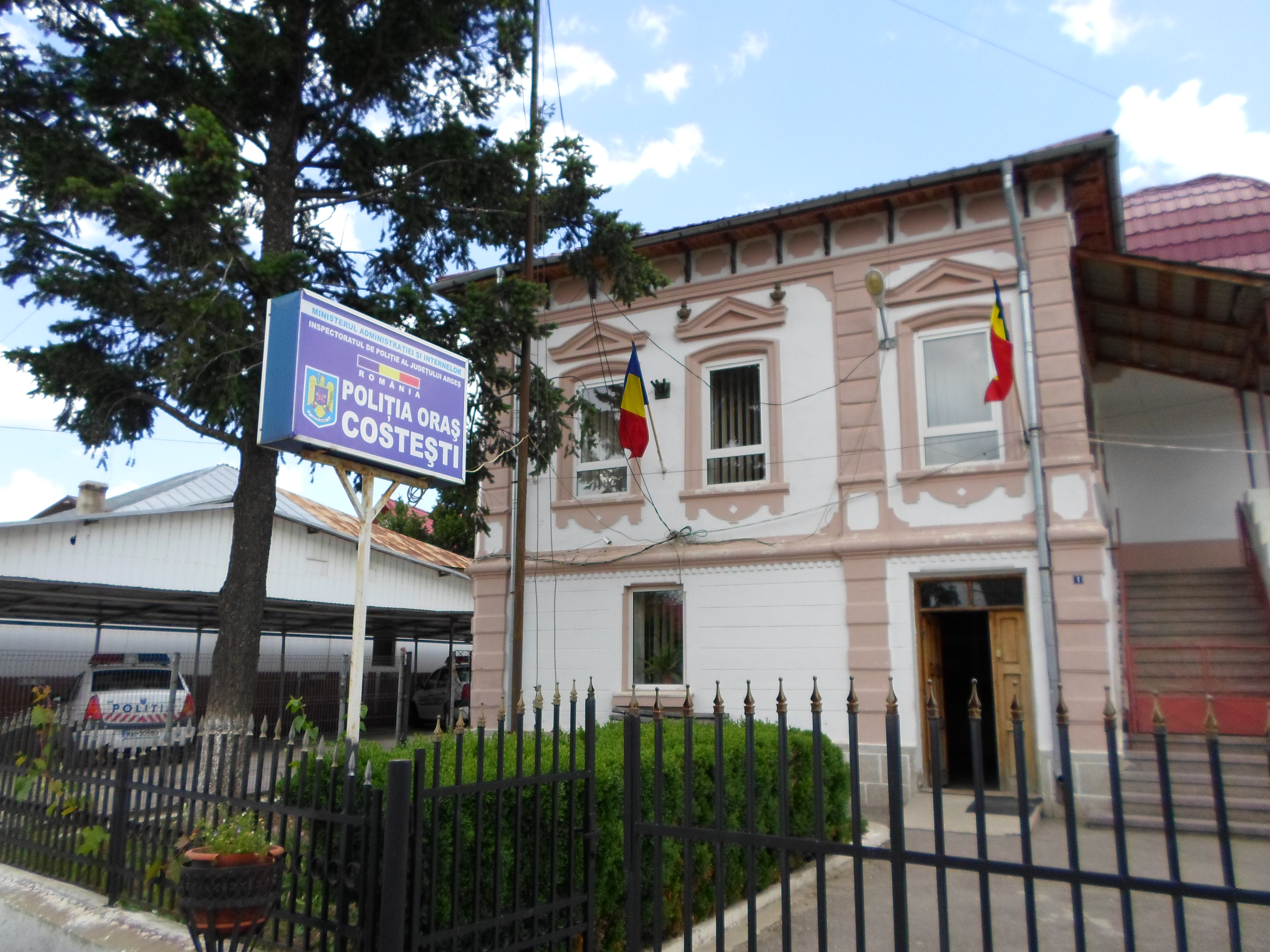
Poliția orașului Costești
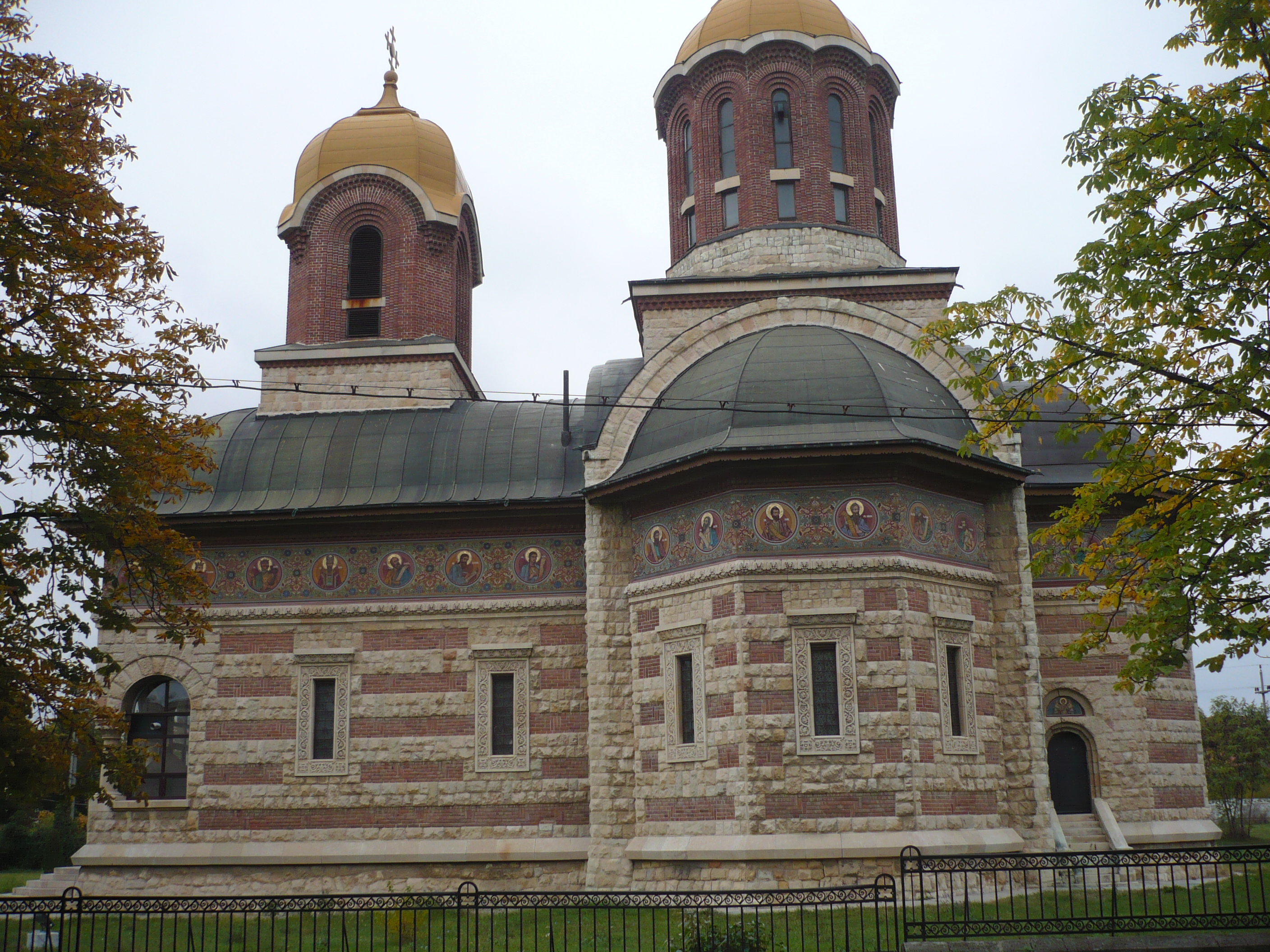
Catedrala "Sfântul Prooroc Ilie" Costești
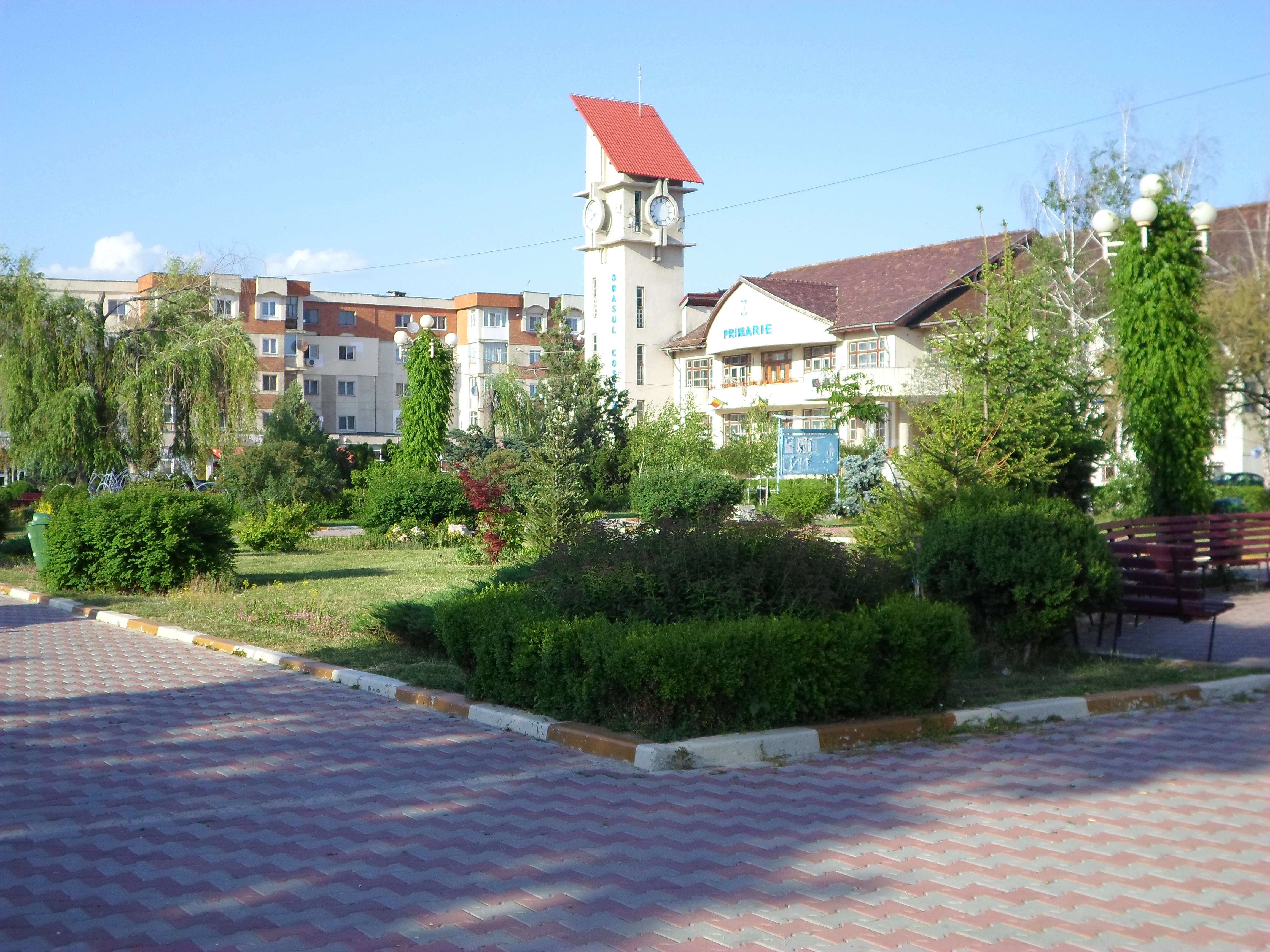
Parcul orașului Costești
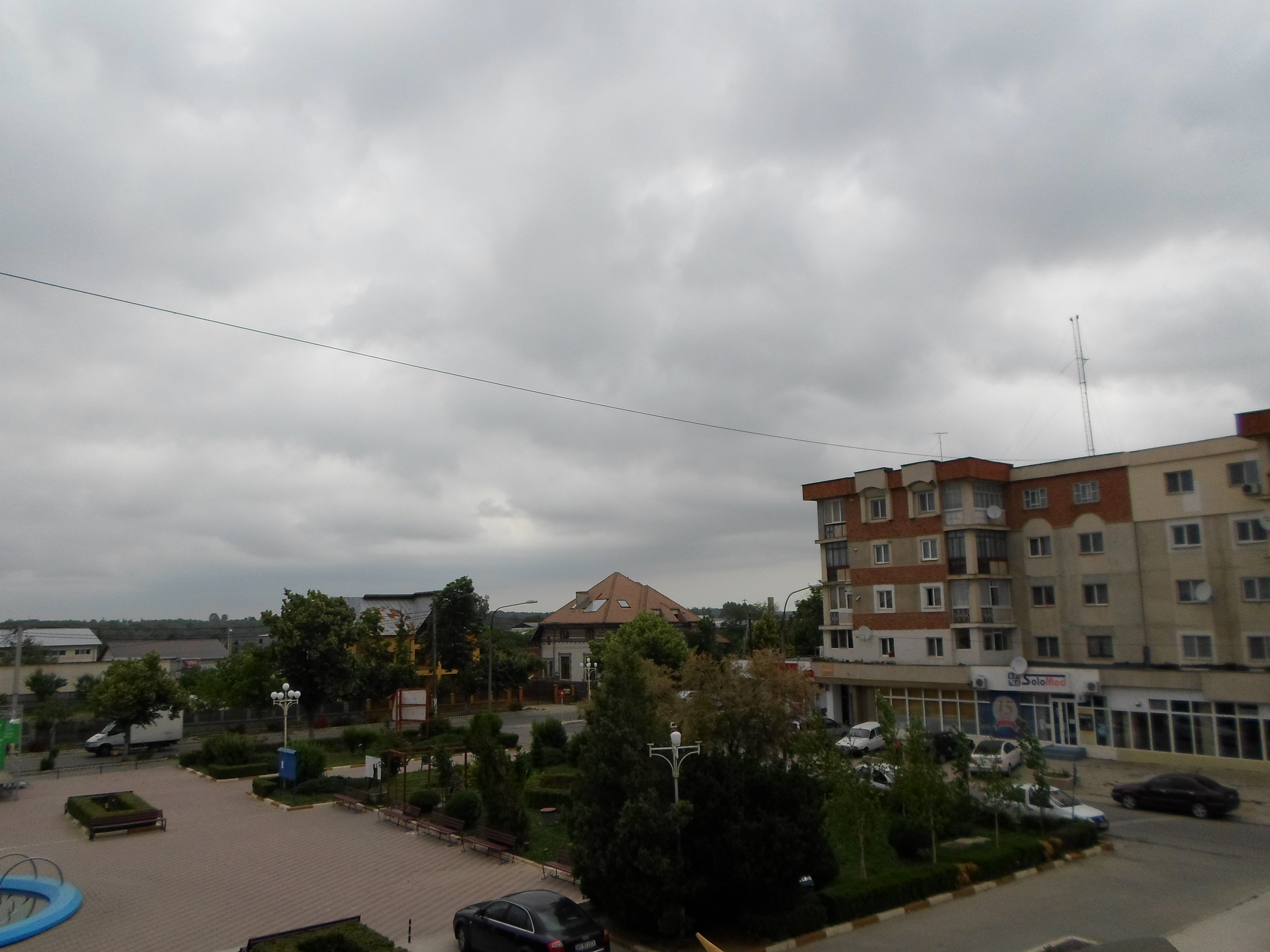
Parcul orașului Costești
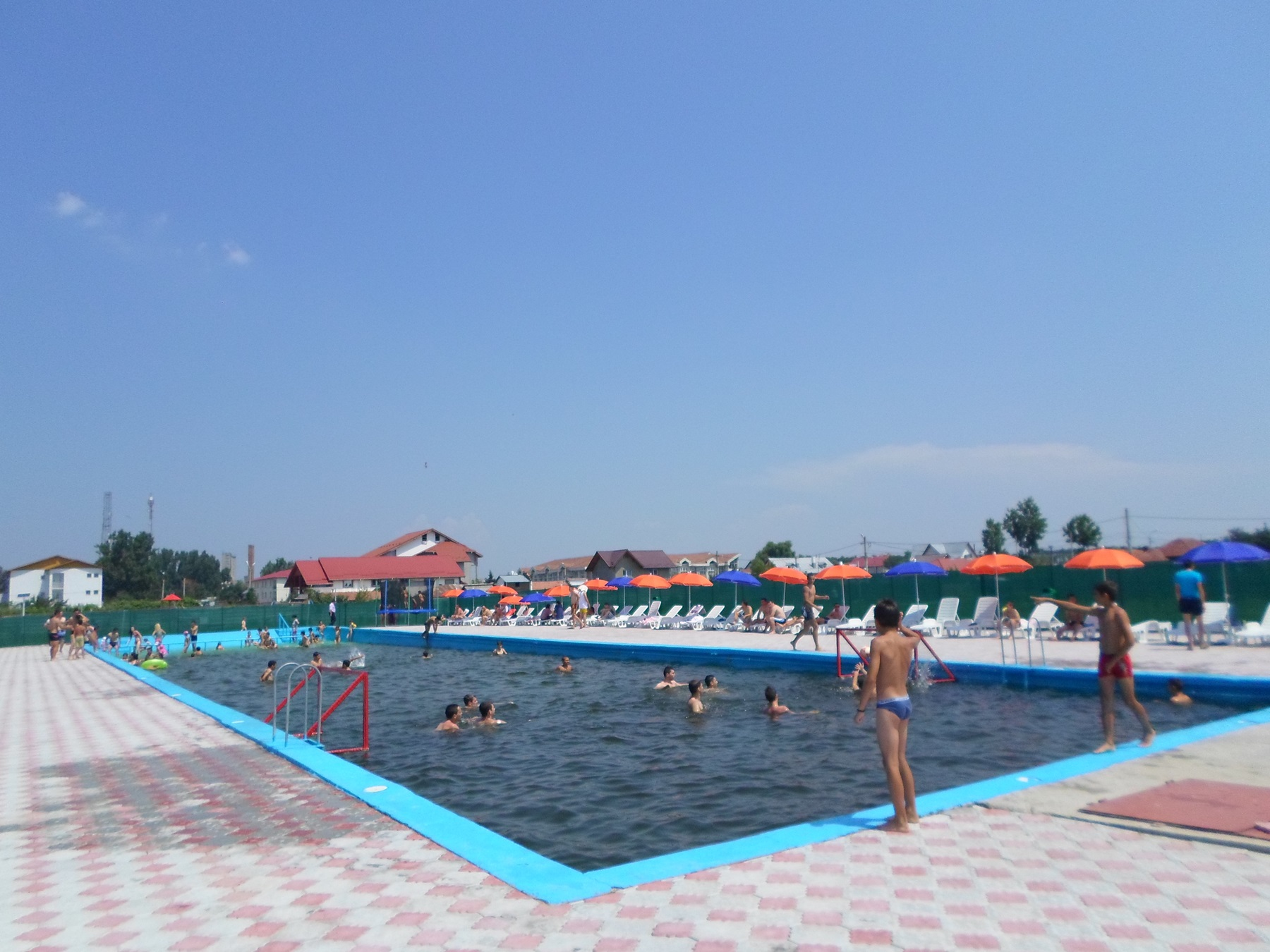
Ștrand Costești
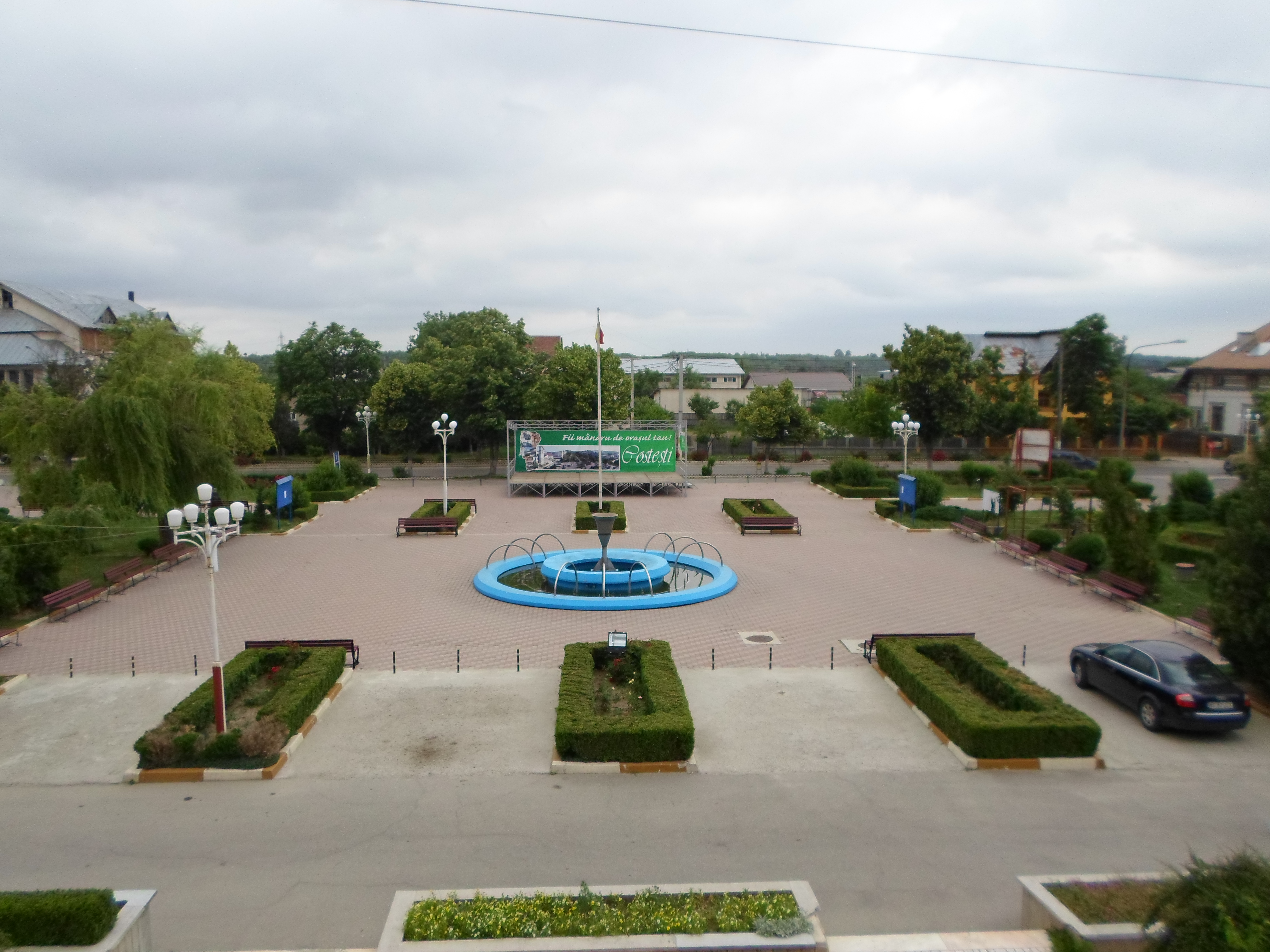
Fantâna Costești
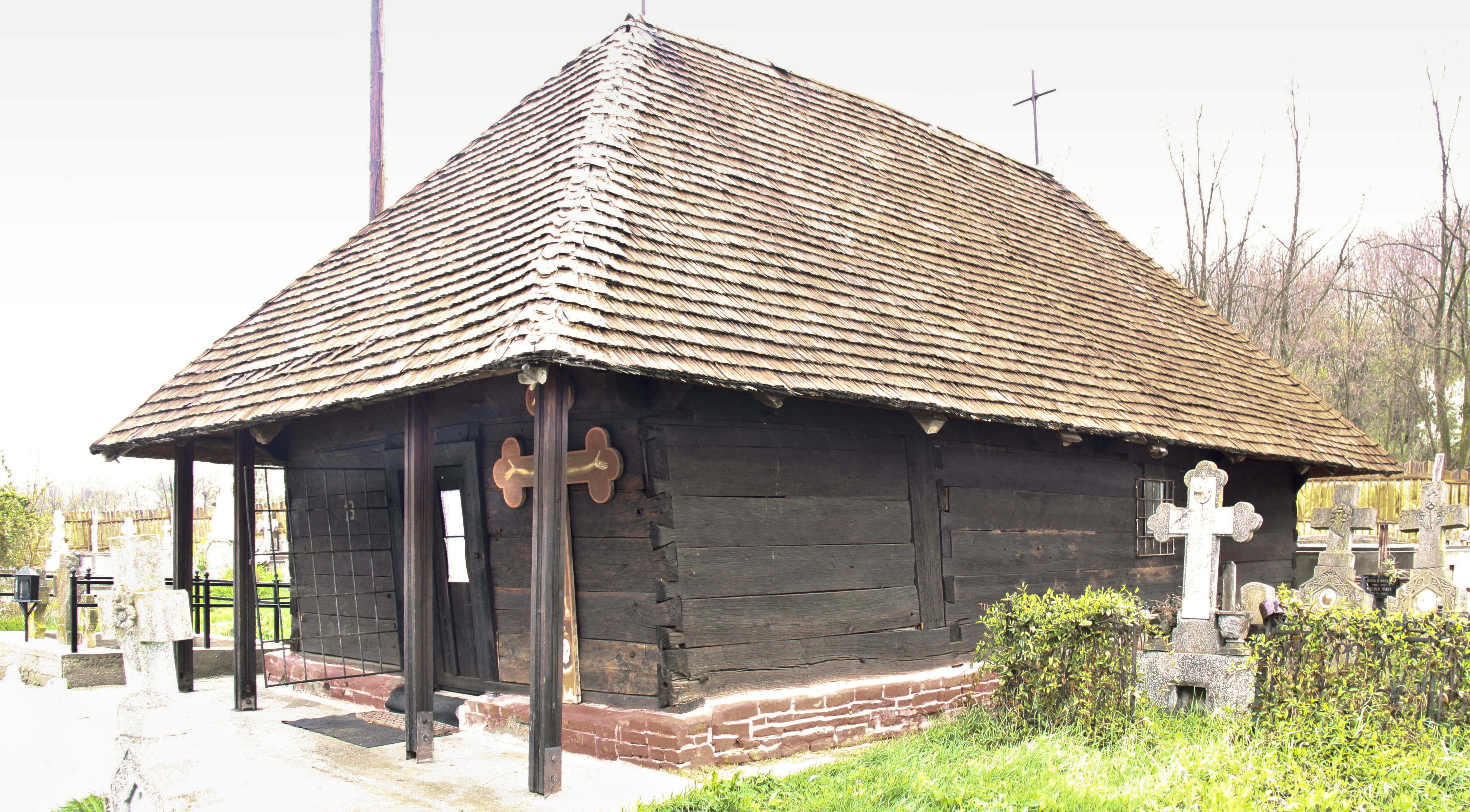
Biserica de lemn „Înălțarea Domnului”-Telești
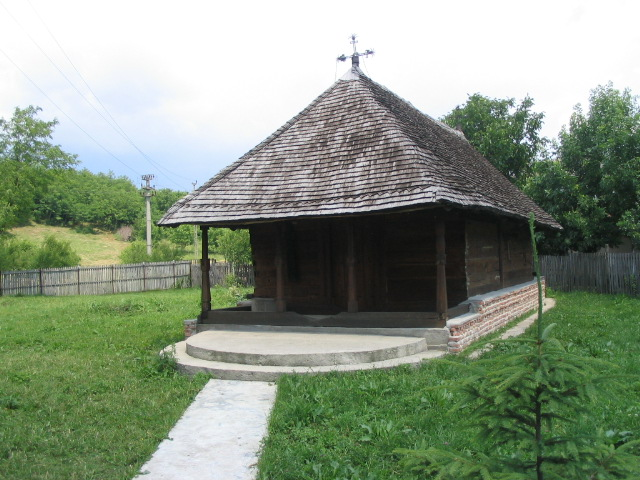
Biserica de lemn „Cuvioasa Paraschiva” Zorile, Foto: 12 iunie 2006
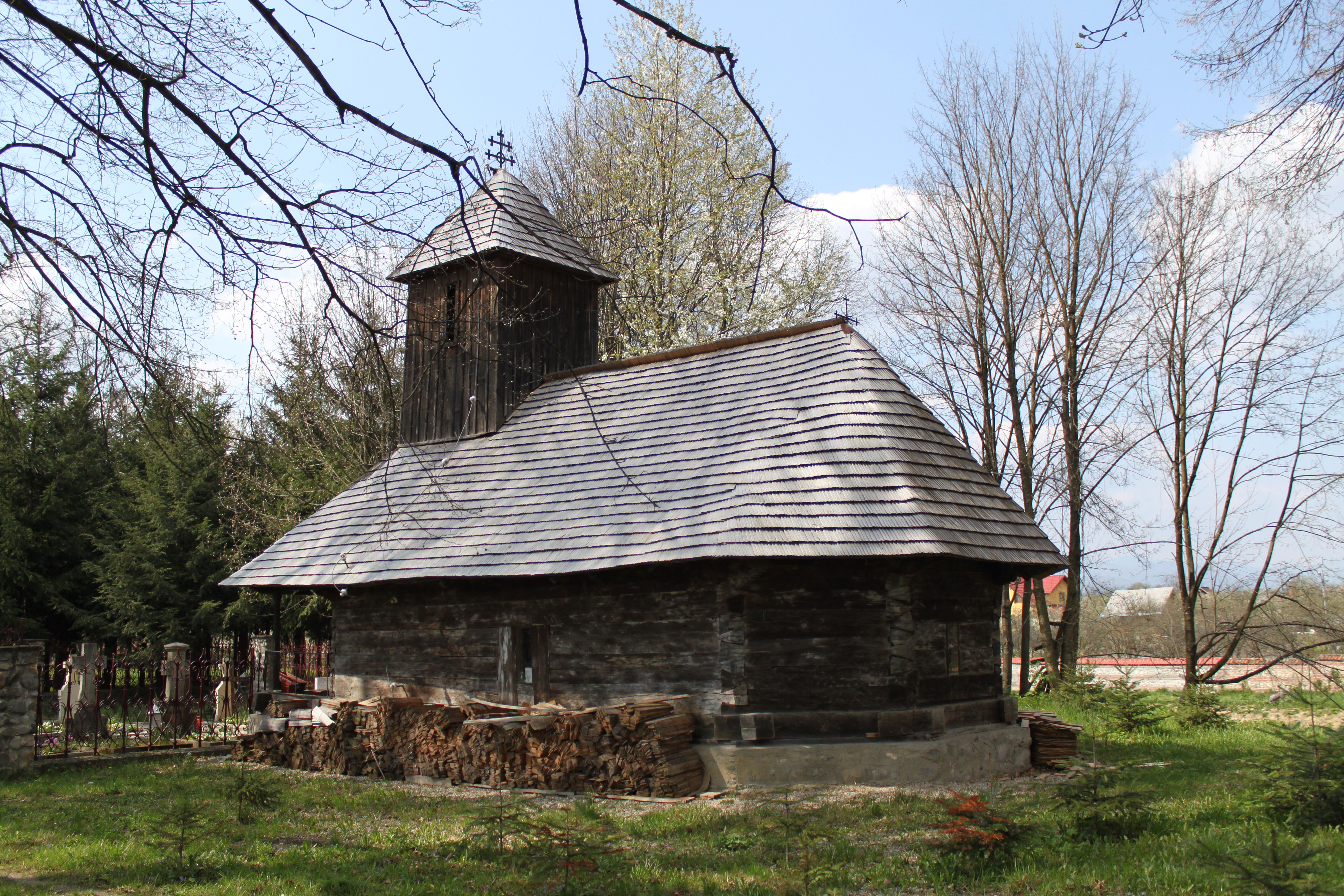
Biserica de lemn "Adormirea Maicii Domnului" Podu BroșteniFoto: 2010
Casa Nicolau
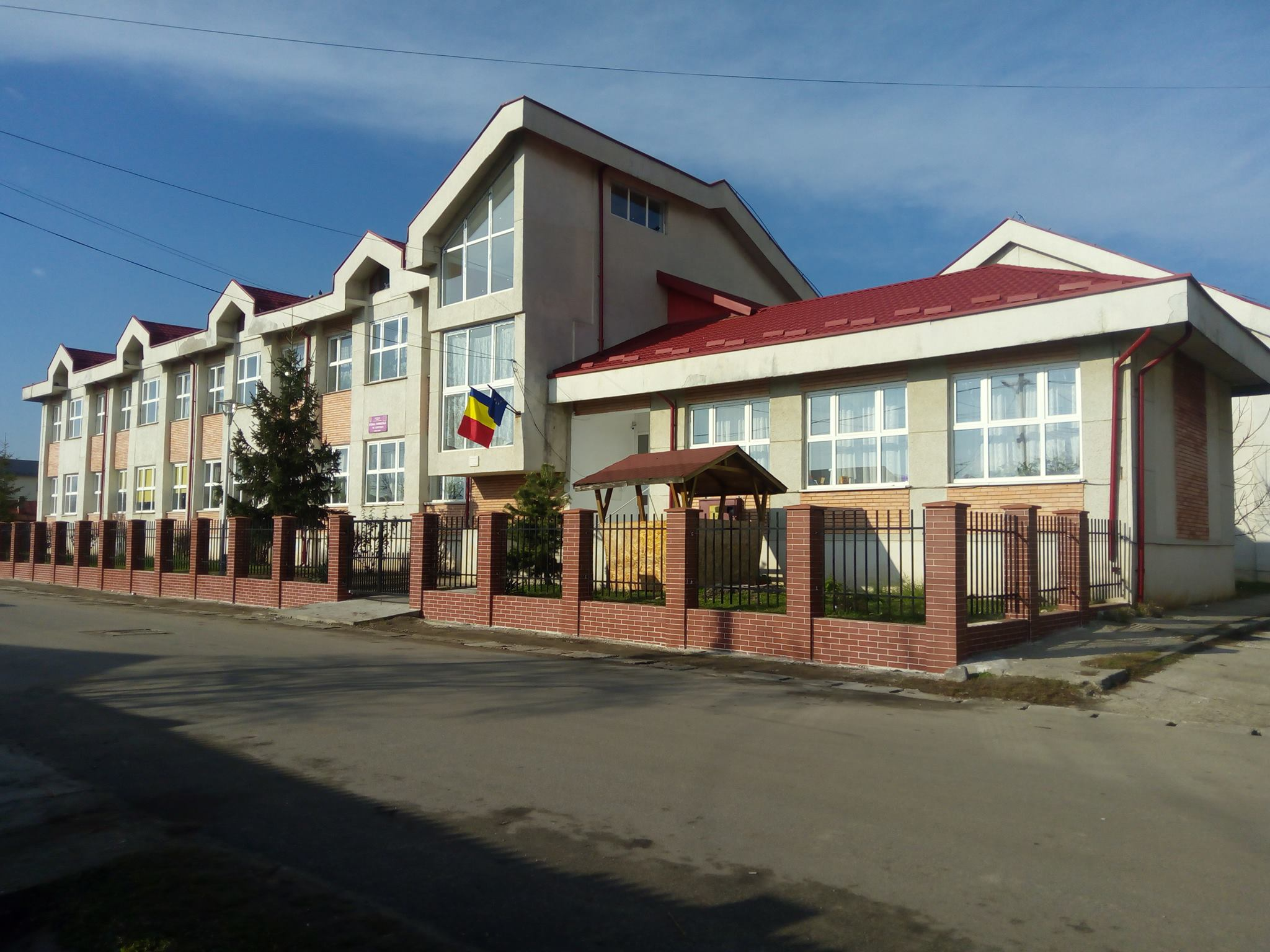
Școala Gimnazială nr.1 Costești
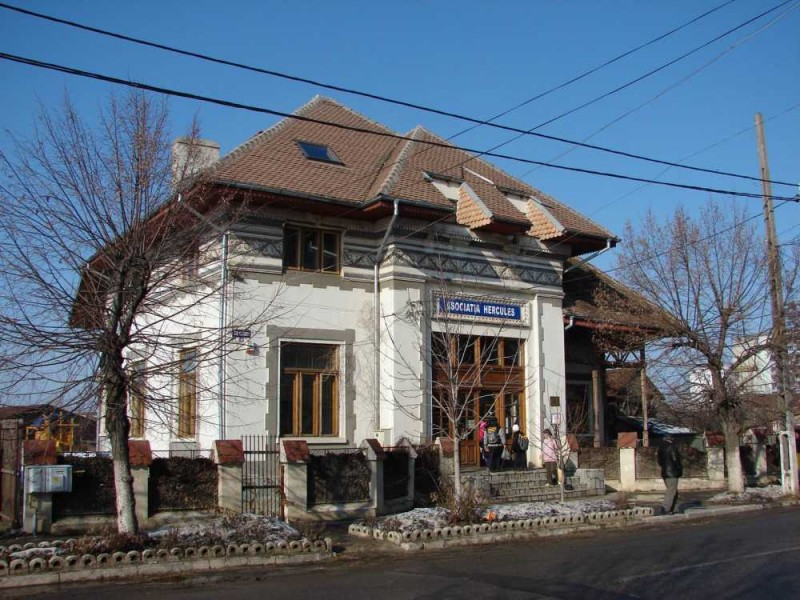
Casa Bădescu  perioada: secolul XIX – strada Victoriei nr. 40  ( Actualul sediu al Asociației Hercules)
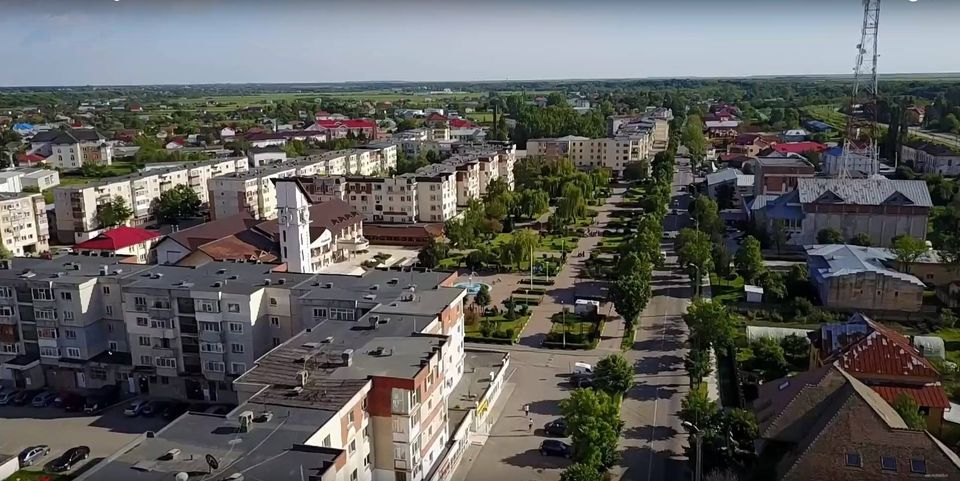
Orașul Costești, vedere centrală
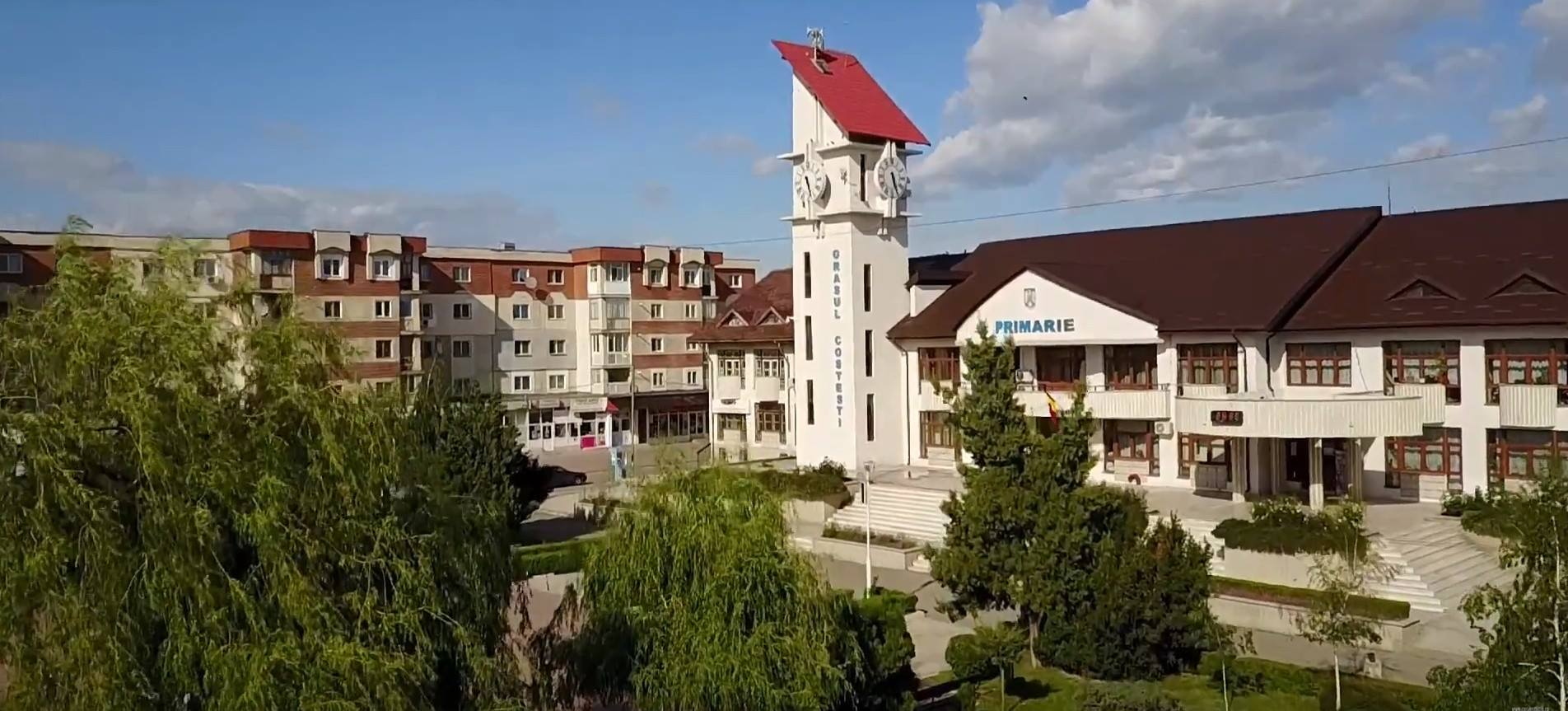
Primăria Orașului Costești